# مهاطي
مهاطي هو صنف من أصناف الزيتون السوري، يكون ثمره عند النضج أسود اللون كبير الحجم مستدير الشكل تزن الثمرة من 8-16 غم، النواة خشنة ملتصقة قليلا باللحم وتشكل 13% من وزن الثمرة. . وتنضج مبكرا في أواخر آب حتى نهاية أيلول.

## الاستفادة
تتم زراعة هذا النوع من الزيتون من أجل الاستفادة منه كزيتون مائدة ( تستخدم الثمار في التخليل الأخضر فقط) ونسبة الزيت فيه قليلة وتتراوح بين 5 إلى 7 بالمئة من وزن الحبة.

## مقاومة الأمراض
شجرة زيتون المهاطي حساس للإصابة بحفار الساق وودودة أوراق الزيتون الخضراء. ولا تتحمل الثمار الحفظ لمدة كبيرة.

## طالع أیضا
- زيتون
- جلط تدمري
- خضيري
- محزم أبو سطل
- مصعبي
- قيسي
- جلط
- دعيبلي
- صوراني
- عجيزي
- تفاحي